# Piergianni Farina
Piergianni Farina (Bassano del Grappa, 8 giugno 1959) è un ex rugbista a 15 italiano, in carriera attivo nel ruolo di terza linea del Petrarca e tre volte internazionale per l'Italia, con la quale ha preso parte alla 1ª edizione della Coppa del Mondo di rugby nel 1987.

## Biografia
Proveniente dal Bassano, si mise poi in luce a Padova, nelle file del Petrarca.
Con la squadra padovana, Farina si laureò Campione d'Italia per quattro stagioni consecutive: dalla stagione di serie A 1983-84 a quella 1986-87.
Disputò tre incontri in Nazionale: esordiente in Coppa FIRA 1985-87 a Padova contro la Francia XV, fu schierato in due incontri della Coppa del Mondo di rugby 1987, contro Nuova Zelanda e Figi, nel primo come flanker e nel secondo come numero 8.

## Palmarès
- Campionati italiani: 4
Petrarca: 1983-84, 1984-85, 1985-86, 1986-87